# Cemitério Judaico de Allersheim

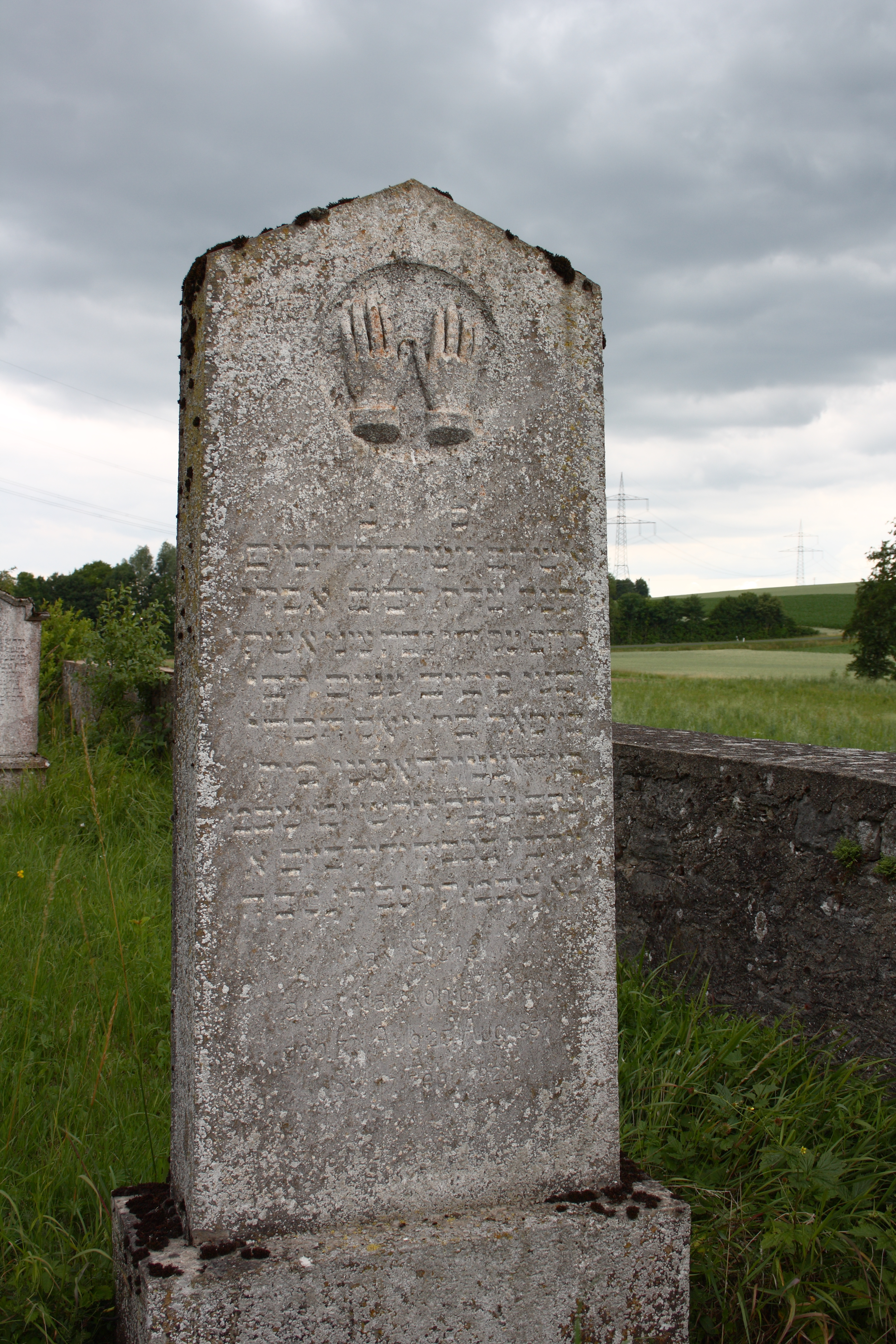
Mãos em posicão do Cohen

O Cemitério Judaico de Allersheim (em alemão:  Jüdische Friedhof Allersheim) é um cemitério judaico em Allersheim, Giebelstadt, distrito de Würzburgo, na Baixa Francônia.
O cemitério localiza-se ao sul de Allersheim. Com área de 166,2 ares, contém aproximadamente 4 mil sepultamentos, encontrando-se ainda aproximadamente 1575 lápides (matzeva).

## História
No ano 1608 encontra-se no Memorbuch de Aub uma citação do Cemitério Judaico de Allersheim. Em maio de 1665 o Kloster Bronnbach vendeu aos judeus de Allersheim por 20 Reichstaler da Francônia um "pedaço de terra desolado" do tamanho de 2 "morgen" (entre meio e dois hectares). O cemitério tornou-se comum para 20 comunidades judaicas.
A administração do mosteiro de Bronnbach e a comunidade de Allersheim receberam uma taxa para todo sepultamento no cemitério. No caso de litígio ao clero local era facultado fechar o cemitério.
Um estudo realizado na década de 1990, avaliando as sepulturas do cemitério, mostrou que cerca de um décimo dos judeus sepultados entre 1779 e 1810 eram sem posses e sem nacionalidade.
O cemitério foi expandido nos anos 1813, 1820 e 1844.
O último sepultamento foi o de Otto Mannheimer em 1967.